# Evgénios Spatháris
Evgénios Spatháris (grec moderne : Ευγένιος Σπαθάρης), né à Kifissia au nord d'Athènes le 3 janvier 1924 et décédé à Athènes le 9 mai 2009, est un marionnettiste grec spécialiste du Karaghiosis.

## Biographie
Fils de Sotíris Spatháris, lui-même marionnettiste de karaghiosis, il commença à se faire connaître comme marionnettiste lors de la Seconde Guerre mondiale, en 1942. Il montait alors des spectacles à travers Athènes.
À partir de 1980, il fut un invité régulier de l'émission consacrée au karaghiosis sur la télévision publique grecque.
En 1991, il créa un musée Spatháris (en) du théâtre d'ombres à Maroússi au nord d'Athènes.
Il s'était blessé en tombant alors qu'il se rendait à l'une de ses représentations le 7 mai 2009 et décéda deux jours plus tard des suites de ses blessures.